# Râul Seybouse

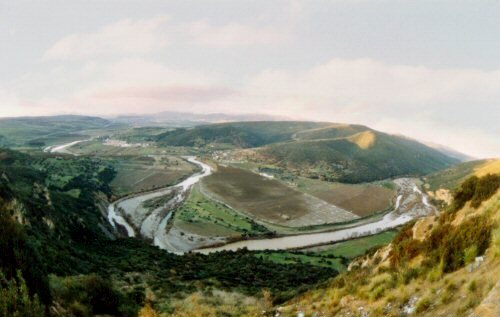
Râul Seybouse, în regiunea Guelma, Algeria

Seybouse este un râu din nord-estul Algeriei, care se formează aproape de Guelma, prin unirea a două râuri Oued Cheref și Oued Zenati. Bazinul său hidrografic este celo mai întins din Algeria, iar pământurile pe care le udă sunt dintre cele mai fertile. Își varsă apele în Marea Mediterană, în apropiere de orașul Annaba.